# Darlene Vogel
Darlene Vogel (ur. 25 października 1962 w Modesto) – amerykańska aktorka i była modelka.
Jej mężem jest Mark Howard, z którym ma dwoje dzieci.

## Wybrana filmografia
- 1988: McCall – Gina
- 1989: Powrót do przyszłości II – Leslie „Spike” O’Malley
- 1992: Pełna chata – Wendy Tanner
- 1992: Czarne kapelusze – Gloria
- 1993: Świat pana trenera – Shannon
- 1994: Przystanek Alaska – Meredith Swanson
- 1994–1995: Chłopiec poznaje świat – Katherine „Kat” Tompkins
- 1996–2000: Niebieski Pacyfik – oficer Chris Kelly
- 1999: Ucieczka w kosmos –
  - Alexandra,
  - Lorana
- 2000–2001: Tylko jedno życie – Melanie MacIver
- 2002: CSI: Kryminalne zagadki Las Vegas – Mina Rittle
- 2006–2009: Szpital miejski – Claire Lindquist
- 2006–2009: Ponad falą – Patty Farmer
- 2009: Bezimienni – Sally Benedict
- 2012: Dr House – Ellen Rogers
- 2016: Castle – Sadie Beakman
- 2017: The Ranch – Vicky
- 2019: Dirty John – Liz